# Урульгинская волость
Урульги́нская волость — инородческая административно-территориальная единица в составе Читинского уезда.
Административный центр — село Князе-Урульга.

## История
Волость была образована в ходе реформы 1902 года на основе Урульгинской степной думы.
Ныне территория бывшей Урульгинской волости разделена между Карымским и Нерчинским районами Забайкальского края.

## Административное деление
- Урульгинское сельское общество
- Верхне-Талачинское сельское общество
- Байцетуевское сельское общество
- Береинское сельское общество
- Бургенское сельское общество